# Misery Bay (Südgeorgien)
Die Misery Bay (von englisch misery ‚Kummer, Elend, Trübsal‘) ist eine flache Bucht im Westen der Barff-Halbinsel an der Nordküste Südgeorgiens im Südatlantik. Sie liegt südlich der Sandebugten am Ostufer der Cumberland East Bay.
Mitarbeiter des British Antarctic Survey, die am King Edward Point stationiert sind, besuchen die Bucht regelmäßig. Sie benannten sie nach ihrer Erscheinung.